# Kamalo (Costa d'Avorio)
Kamalo è una città e sottoprefettura della Costa d'Avorio appartenente al dipartimento di Séguéla. Conta una popolazione di 9 783 abitanti (censimento 2014).